# Мауения
Мауения, Майхуэния, Майэния, Опунция Пёппеги (лат. Maihuenia) — род кактусов из Южной Америки.
В 1837 году Людвиг Пфайффер описал южноамериканский кактус Opuntia poeppigii. Несколькими годами позже Рудольф Филиппи описал сходный кактус — Opuntia patagonica — и поместил оба этих вида в род Мауения, название которого было образовано от одного из местных наименований этих кактусов. Испанские названия этих растений — chupa sangre и espina del Guanaco.
Мауении встречаются в Андах на высотах до 2100—2400 м над уровнем моря и способны выдерживать заморозки.
Округлые в сечении листья мауений роднят эти кактусы с перескиями (Pereskia Mill.) и представителями опунцевидных кактусов. Вместе с тем анализ ДНК показал, что мауении являются самостоятельной эволюционной ветвью кактусов.

## Виды
По информации базы данных The Plant List, род включает 2 вида:
- Maihuenia patagonica (Phil.) Britton & Rose
- Maihuenia poeppigii (Otto ex Pfeiff.) F.A.C.Weber ex K.Schum.